# Margot Mores
Margarita Moragues, más conocida como Margot Mores, (Córdoba, Argentina, 26 de junio de 1916 - Buenos Aires, Argentina, 21 de septiembre de 1971) fue una famosa cantante argentina que incursionó por poco tiempo en el género del tango.

## Biografía
Margot era hija de un matrimonio de clase media compuesta por Juan Morales y su madre María González. Fue la hermana mayor de la reconocida actriz y cantante Myrna Mores, cuñada del legendario músico y compositor Mariano Mores, tía de los también cantantes Nito Mores y Silvia Mores, y tía abuela de la conductora de Mariana Fabbiani.
Estudiaron en la famosa Academia Musical PAADI dirigida por Luis Rubistein, junto con las cantantes Aída Luz y Carmen Duval, y comenzaron siendo adolescentes formando juntas un dúo. Es allí adonde conocen a Mariano, quien por ese momento era profesor.
Si bien tenía una voz muy agradable, de un tono más bajo y menor caudal que la de Myrna, pudo mostrar su talento vocal en varias de sus presentaciones.

## Carrera
Margot fue, junto a su hermana, una famosa cancionista de música tanguera popular durante las décadas del '30. Se inicia junto a Myrna en 1937 con el "Dúo Hermanas Mores", luego de presentarse en el programa radial llamado La voz del aire. Juntas tocan en la orquesta típica de Francisco Canaro, junto a los cantores Ernesto Famá y Francisco Amor.
Luego forma, en 1938, un trío con Mariano Martínez (Mariano Mores), quien toma el apellido de ellas, y forman el aclamado "Trío Mores", donde las hermanas actúan como vocalistas y Mariano las acompania en el piano y realiza sus primera composiciones, actuando en radialmente por LR3. En ese mismo año el trío graba los tangos de Masao Koga, director de la Orquesta Imperial y asesor de los sellos Columbia y Victor. También trabajaron con otras personalidades del tango como fue  Maruja Pacheco Huergo. 
El trío popularizó los temas Gitana, Cuartito azul, Sueño angelical , Recuerdos y Mi geisha está triste.
En la pantalla grande trabajó con estrellas de la escena nacional como Tito Lusiardo, Héctor Calcaño, Luisa Vehil, Pedro Quartucci, Francisco Carollo, Delia Codebó, Emperatriz Carvajal, Nelly Edison, Rosa Rosen y Oscar Valicelli, entre otras.
En 1940 el trío se disuelve y Margot, se casa y se retira definitivamente del mundo artístico. Su hijo Ariel también se dedicó al canto.

### Filmografía
En cine se lució en los filmes:
- 1938: Mandinga en la sierra
- 1939: Frente a la vida
- 1939: El sobretodo de Céspedes